# Championnats des Fidji de cyclisme sur route
Les championnats des Fidji de cyclisme sur route sont les championnats nationaux de cyclisme sur route organisés par la Fédération cycliste des îles Fidji.

## Hommes

### Podiums de la course en ligne
| Année | Vainqueur       | Deuxième             | Troisième           |
| ----- | --------------- | -------------------- | ------------------- |
| 2009  | Mesaka Yalidole | Jope Tikotani        | George Lal          |
| 2011  | Gordi Matavesi  | Jamie Whitford       | Mesaka Yalidole     |
| 2014  | George Lal      | Christian Carling    | Mapa Bolea          |
| 2016  | Petero Manoa    | Carl Ngamoki-Cameron | Eroni Takape        |
| 2018  | Apisai Vakacegu | Ronald Sue           | Kemueli Navunisagau |
| 2019  | Jone Takape     | Kemueli Navunisagau  | Ronald Sue          |
| 2020  | Umendra Kumar   | Jone Takape          | Ashween Kumar       |
| 2021  | Ilaitia Nainoca | Jone Takape          | Gabriel Bulivou     |
| 2022  | Ilaitia Nainoca | Jone Takape          | Umendra Kumar       |
| 2023  | Jone Takape     | Don Younger          | Aiden Caine         |

### Podiums du contre-la-montre
| Année | Vainqueur           | Deuxième             | Troisième           |
| ----- | ------------------- | -------------------- | ------------------- |
| 2011  | George Lal          | Yee Wah Sing         | Tafazul Gani        |
| 2014  | Christian Carling   | Stanley Zhang        | James Zhang         |
| 2016  | Petero Manoa        | Carl Ngamoki-Cameron |                     |
| 2018  | Kemueli Navunisagau | Apisai Vakacegu      | Ronald Sue          |
| 2019  | Steve Nutley        | Jone Takape          | Kemueli Navunisagau |
| 2020  | Angus Pattie        | Jone Takape          | Umendra Kumar       |
| 2021  | Jone Tapake         |                      |                     |
| 2022  | Ilaitia Nainoca     | Jone Takape          | Umendra Kumar       |
| 2023  | Don Younger         | Jone Takape          | Angus Pattie        |

## Femmes

### Podiums de la course en ligne
| Année | Vainqueur          | Deuxième       | Troisième          |
| ----- | ------------------ | -------------- | ------------------ |
| 2011  | Kate Warren        |                |                    |
| 2014  | Bex Seini O´Connor | Margot Szamier | Anne Maree Delaney |

### Podiums du contre-la-montre
| Année | Vainqueur   | Deuxième | Troisième |
| ----- | ----------- | -------- | --------- |
| 2011  | Kate Warren |          |           |